# Загряжский, Григорий Иванович
Григорий Иванович Загряжский — дьяк на службе у московского князя Василия III и царя Ивана IV Грозного

## Биография
Пятый из шестерых сыновей И. Д. Загряжского.
В 1517 году организовывал встречу литовских послов в Смоленске.
В 1527 году подписался как послух под меновой грамотой вотчинников Сурожского и Дмитровского уездов.
В 1534 году отправлен в Новгород для постройки деревянного города на Софийской стороне. Привёз из Новгорода в Москву множество дипломатических документов, хранившихся там.
В 1537 входил в состав посольства, отправленного в Краков для подтверждения перемирия с Польским Королевством.
Детей не имел.